# هارتول (جورجیا)
هارتول، جورجیا (به انگلیسی: Hartwell, Georgia) یک شهر در ایالات متحده آمریکا با جمعیت ۴٬۴۶۹ نفر است که در جورجیا واقع شده‌است.

## موقعیت جغرافیایی
موقعیت جغرافیایی شهرها و مناطق اطراف به شرح زیر است: